# Eleutherodactylus malkini
Eleutherodactylus malkini là một loài ếch trong họ Leptodactylidae.
Nó được tìm thấy ở Brasil, Colombia, Ecuador, và Peru.
Các môi trường sống tự nhiên của chúng là các khu rừng ẩm ướt đất thấp nhiệt đới hoặc cận nhiệt đới, đầm nước nhiệt đới hoặc cận nhiệt đới, và sông.